# ホワイト・ウィロー
ホワイト・ウィロー（White Willow）は、ノルウェーのアート・ロック・バンドで、オーケストラ・ポップ、1970年代のプログレッシブ・ロック、ジャズ・ロック、さらには電子音楽の要素を組み合わせている。

## 概要
ホワイト・ウィローが影響を受けたものは、10cc、ザ・ビーチ・ボーイズ、ビッグ・スター、スティーリー・ダンから、キング・クリムゾン、マグマ、ウェザー・リポート、さらにはニック・ドレイクやジョニ・ミッチェルにまで及ぶ。彼らのサウンドの典型的なものは、女性ボーカル、フルート、メロトロン、アナログ・シンセサイザーの卓越性である。
ホワイト・ウィローのアルバムには多くのゲスト・アーティストが参加している。それらには、ノルウェーのシンガーソングライターのフィン・コーレン、イギリスのアート・ポップ・ボーカリストのティム・バウネス、アメリカのアヴァン・ロック・ギタリストのマイケル・S・ジャッジが含まれている。

## メンバー

### 現在のメンバー
- ベンケ・ナッツソン (Venke Knutson) - ボーカル
- ラーシュ・フレドリク・フレイスリ (Lars Fredrik Frøislie) - キーボード
- ケティル・アイナルセン (Ketil Einarsen) - フルート
- ヤーコブ・ホルム・ルポ (Jacob Holm-Lupo) - ギター
- エレン・アンドレア・ワング (Ellen Andrea Wang) - ベース
- マティアス・オルソン (Mattias Olsson) - ドラム

### 旧メンバー
- シルヴィア・エリクセン (Sylvia Erichsen) - ボーカル
- トゥルーデ・エイタン (Trude Eidtang) - ボーカル
- マルテ・ベルガー・ウォルシンセン (Marthe Berger Walthinsen) - ベース
- アーゲ・モルトケ・シュー (Aage Moltke Schou) - ドラム
- エリク・ホルム (Erik Holm) - ドラム
- ダニー・ヤング (Danny Young) - ドラム
- アレクサンダー・エンゲブレッツェン (Alexander Engebretsen) - ベース
- パー・クリスチャン・ステンバーグ (Per Christian Stenberg) - ベース
- エルドリード・ヨハンセン (Eldrid Johansen) - ボーカル
- サラ・トロンダル (Sara Trondal) - ボーカル
- ティリル・モーン (Tirill Mohn) - ヴァイオリン
- オーダン・キュス (Audun Kjus) - フルート、ボーカル
- ヤン・タリク・ラーマン (Jan Tariq Rahman) - キーボード、ベース、金管楽器、ボーカル (創設メンバー)

## ディスコグラフィ

### アルバム
- 『鬼火』 - Ignis Fatuus (1995年、The Laser's Edge)
- 『エクス・テネブリス』 - Ex Tenebris (1998年、The Laser's Edge)
- 『サクラメント』 - Sacrament (2000年、The Laser's Edge)
- 『ストーム・シーズン』 - Storm Season (2004年、The Laser's Edge、日本盤 Avalon/Marquee)
- 『シグナル・トゥ・ノイズ』 - Signal to Noise (2006年、The Laser's Edge)
- 『ターミナル・トワイライト』 - Terminal Twilight (2011年、Termo Records)
- Occultations: An Introduction to White Willow (2015年、White Willow)[3]
- 『フューチャー・ホープス』 - Future Hopes (2017年、The Laser's Edge)